# Comuna Cimîrivka, Starobilsk
Cimîrivka (în ucraineană Чмирівка) este o comună în raionul Starobilsk, regiunea Luhansk, Ucraina, formată din satele Cimîrivka (reședința) și Zaporizke.

## Demografie
Componența lingvistică a comunei Cimîrivka
     Ucraineană (88,71%)
     Rusă (11,2%)
     Alte limbi (0,04%)
Conform recensământului din 2001, majoritatea populației comunei Cimîrivka era vorbitoare de ucraineană (88,71%), existând în minoritate și vorbitori de rusă (11,2%).